# Заводское шоссе (Самара)
Заводско́е шоссе́ — улица в Промышленном и Советском и Железнодорожном районах городского округа Самара . Пролегает преимущественно в промышленной зоне.
Начало шоссе берёт от улицы Авроры. Пересекается с Бельским переулком, улицей Ближней, проездом Мальцева, улицей XXII Партсъезда, Управленческим тупиком, улицей Кабельной, проспектом Кирова. Заканчивается пересечением с улицей Земеца.

## Этимология годонима и история улицы
Название шоссе получило из-за многочисленных заводов, находившихся в этом районе.
На месте нынешнего Госбанка, на Заводском шоссе в 1930-х годах дислоцировалась воинская часть. В самом здании Госбанка был штаб воинской части, а в кирпичных двухэтажных домах были казармы. Заводы Сталелитейный, «Строммашина» и КРС расположились на территориях танкодрома и аэродрома. Ангаром служило здание, ставшее потом одним из корпусов Сталелитейного завода. На территории завода имени Фрунзе был небольшой аэродром, где приземлялись почтовые самолёты, взлётные полосы были грунтовые.
Во время Великой Отечественной войны в город Куйбышев были эвакуированы многие предприятия оборонной промышленности из европейской части РСФСР. И в районе Безымянки, железной дороги и Заводского шоссе был сосредоточен основной производственный потенциал города Куйбышева.
Ещё при строительстве Заводское шоссе задумывалось как главная ось крупнейшей промзоны города. Этому способствовал ряд факторов, в том числе удалённость от плотной жилой застройки, близость к железнодорожным путям, а также хорошая пропускная способность шоссе. Хотя актуальность последнего фактора сегодня весьма спорна в связи с постоянной перегруженностью дороги многокилометровыми пробками грузового автотранспорта и изношенностью дорожного полотна.
При довоенном планировании рабочего района «Безымянка» соблюдался вполне экологический принцип — промышленная зона располагалась по одну сторону железной дороги (ближе к реке Самаре), а жилая зона по другую (ближе к основным районам города). Однако позже этот принцип соблюсти не удалось.

## Здания и сооружения
В настоящее время Заводское шоссе стало самым грандиозным местом скопления коммерческих площадей, объёмы которого легче исчислять гектарами, а не квадратными метрами; это малые, средние и крупные промышленные и производственные предприятия. Заводскому шоссе свойственна стихийная нумерация домов и строений (например, почти напротив строения по Заводскому шоссе, 101 располагается здание по адресу: Заводское шоссе, 16), огромное количество литер и корпусов под одним номером. При этом каждое строение может иметь несколько десятков тысяч квадратных метров. Здесь представлены все основные типы коммерческих площадей: торговые, офисные, складские, производственные и универсальные, но лидером по объёмам является сегмент складских помещений.
- № 1 — ООО «РостПромКомплект», «ВолгаМебельПром», «ЭлектроТехническая Компания», ЗАО НПЦ «Спектр», и другие.
- № 4 — АЗС
- № 5 — Завод ЖБИ № 5
- № 6 — рынок «Норд» (оптово-розничная торговля продуктами питания и другими товарами)
- № 7 — ООО «СамараСнабКомплект»
- № 8А — мебельные производства «Агата», «Барыш Мебель», «ЗИМ-Строитель»
- № 9 — «Региональный инструментальный центр Аверс», ООО «Бумажный Мир», «Самарское конструкторское бюро машиностроения» (ОАО «СКБМ»)
- № 9Д — ООО «Меркурий» (металлопрокат)
- № 11 — ООО «ПродМаш-Сервис»[8], ООО «ИТЕРРА», «СеверСталь Инвест», ООО «Старт-3К», ООО «ТД Стилмарт»
- № 13Б — Офисный центр «Жигули» (ООО «СПТК-Самара», ООО «ТМ Каргонет-Самара», и другие)
- № 14 — Автоцентр на Заводском «Kia Carens», «Окна СОК» (производство), ОАО «Завод аэродромного оборудования»[9]
- № 15 — Опытно-механический завод «Перспектива»
- № 17 — ООО «МетАЛ-СВ»
- № 17Д — ООО «ПромСталь»
- № 18 — ООО «Спецтехника» (склад); типография «Аэропринт»; СамГУПС: корпус института управления и экономики; ОАО НПО «Поволжский АвиТИ»
- № 18, корпус № 4 — ООО "НПП «Самарский Технологический Центр»
- № 20 — ООО «Милк-Трейд»
- № 27 — ОАО «Самарский винный завод»[10] занимает участок более 2 гектаров.
- № 29 — ОАО «Кузнецов» — бывший «Моторостроитель», бывший Завод имени Фрунзе[11]
- № 40 — Детская художественная школа № 2
- № 44 — Аптека
- № 42 — «Промспецснаб»
- № 53 — ОАО «Гидроавтоматика»
- № 54 — Общественный пункт охраны правопорядка № 1
- № 55 — ОАО «Авиаагрегат»
- № 68 — школа № 8, подростковый клуб «Интел»
- № 73 — Подростковый клуб «Мечта»
- № 99 — ОАО «Самаралакто»
- № 101 — мебельные фабриик («Авиакор-Мебель», «Новый Эдем» и др.)
- № 101, лит. 005 — ООО «Шоколадная фабрика „Добрые вести“»
- Заводское шоссе, платформа Киркомбинат — ООО «Самара-Строй-Гранит»
- Кировский вещевой рынок расположен на пересечении Заводского шоссе и проспекта Кирова.

### Жилые дома
Принято считать, что доля жилых строений на Заводском шоссе несущественна. «Заводское шоссе — это сугубо промышленная улица Самары, поэтому практически полное отсутствие здесь жилой застройки — не случайный факт, а вполне обоснованная закономерность. Жить там нельзя, а если и можно, то очень вредно для здоровья», — пишет журнал «Rent&Sale». Однако, жилые микрорайоны есть между железной дорогой и шоссе, например в районе железнодорожной платформы «Киркомбинат», а также в конце шоссе — в микрорайонах «Юнгородок» и «Авиагородок». На Заводском шоссе есть одна средняя школа № 8, одна художественная школа и два подростковых клуба (все — в микрорайоне «Юнгородок»).

### Спортивные объекты
На пересечении Заводского шоссе и проспекта Кирова находится заброшенный стадион «Восход», принадлежащий заводу «Кузнецов». В перспективе планируется передать стадион в собственность Самарской области.

## Проезд Мальцева
На отходящем от Заводского шоссе проезде Мальцева (раньше там находился крупнейший в городе Мясокомбинат) сосредоточены площади Самарского жиркомбината, автопарк «Самаралакто», «У Палыча» и других пищевых производств, а также Самарский сталелитейный завод, Самарский завод котельно-вспомогательного оборудования и трубопроводов.

## Транспорт
Автобус (муниципальный)9, 21 (по будням), 30, 38 (по будням), 38 (по будням), 55.
Маршрутные такси и коммерческие автобусы213, 366.
ТрамвайСтроительство трамвайной ветки по Заводскому шоссе началось в 1943 году — нужно было обеспечить пассажирское сообщение между жилыми районами города и новой промышленной зоной, где находились Завод № 18 Наркомата авиапромышленности и завод № 1 Управления особого строительства. В то время даже трамвайный маршрут № 4 числился на балансе Наркомата авиапромышленности (а не Трамвайно-троллейбусного управления).
В 1955 году от Заводского шоссе прошла новая трамвайная ветка до Карбидного завода, Завода «Экран» и Безымянской ТЭЦ. Строительство велось на средства Завода № 81 МАП.
Осенью 1962 года введена в эксплуатацию новая линия протяжённостью 7,5 км от кольца «Мясокомбинат» (оно было разобрано) по новому путепроводу через железнодорожные пути и далее по улице 22-го Партсъезда и Заводскому шоссе, мимо Моторостроительного завода им. Фрунзе, до пересечения с проспектом Кирова.
Разворотное трамвайное кольцо на Заводском шоссе было построено в 1988 году.
Сейчас по Заводскому шоссе ходят трамваи маршрутов 2, 3, 12, 19, 21
Метростанции «Кировская» и «Юнгородок» расположены неподалёку от Заводского шоссе. Это самые старые станции самарского метро.
ЭлектричкаЗаводское шоссе пролегает параллельно ветке Куйбышевской железной дороги на участке «Самара — Кинель». Платформы: «Киркомбинат», «Стахановская», «Безымянка», «Пятилетка», «Мирная».
Большегрузный транспортБольшая нагрузка на дорожное полотно приводит к быстрому износу асфальтового покрытия, в результате почти каждый год Заводскому шоссе требуется ремонт. Нагрузка на шоссе ещё увеличится, когда будет построен участок дороги, связывающий новый Кировский мост с Заводским шоссе.

## Почтовые индексы
- 443009
- 443017
- 443022
- 443052[21]